# Eugen Wacker
Eugen Wacker (Евгений Ваккер en ruso; Kirn, Alemania, 17 de abril de 1974) es un ciclista kirguís ya retirado, que fue profesional de 1999 a 2017. El 2 de marzo de 2017 dio positivo por meldonium.

## Palmarés
| 2000 - Herald Sun Tour 2001 - Szlakiem Grodów Piastowskich - 1 etapa del Tour de Beauce 2002 - Campeonato de Kirguistán en Contrarreloj - Campeonato de Kirguistán en Ruta 2003 - Campeonato de Kirguistán en Contrarreloj - Campeonato de Kirguistán en Ruta 2004 - Campeonato de Kirguistán en Contrarreloj - Campeonato de Kirguistán en Ruta 2007 - Campeonato Asiático en contrarreloj - Campeonato de Kirguistán en Contrarreloj - Campeonato de Kirguistán en Ruta - 1 etapa del Tour de Turquía 2008 - Campeonato Asiático en contrarreloj - Campeonato de Kirguistán Contrarreloj - Campeonato de Kirguistán en Ruta 2009 - Campeonato de KirguistánContrarreloj - Campeonato de Kirguistán en Ruta - 1 etapa del Tour de Irán - 3.º en el Campeonato de Asia Contrarreloj | 2010 - Campeonato de Kirguistán en Contrarreloj - Campeonato de Kirguistán en Ruta - 3.º en el Campeonato Asiático Contrarreloj 2011 - Campeonato de Kirguistán en Contrarreloj - Campeonato de Kirguistán en Ruta - Campeonato Asiático en contrarreloj 2012 - Campeonato de Kirguistán en Contrarreloj - Campeonato de Kirguistán en Ruta - Campeonato Asiático en contrarreloj 2013 - Campeonato de Kirguistán en Contrarreloj - Campeonato de Kirguistán en Ruta - 3.º en el Campeonato Asiático en contrarreloj 2014 - 2.º en el Campeonato Asiático en contrarreloj 2015 - Campeonato de Kirguistán en Contrarreloj - Campeonato de Kirguistán en Ruta - 1 etapa del Tour de Al Zubarah |